# Saxon (automóvil)
El Saxon fue un automóvil producido por la Saxon Motor Car Company desde 1913 hasta 1923. La compañía tenía su sede en Detroit y luego en Ypsilanti, Míchigan.

## Historia

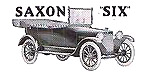
Saxon Six de 1917

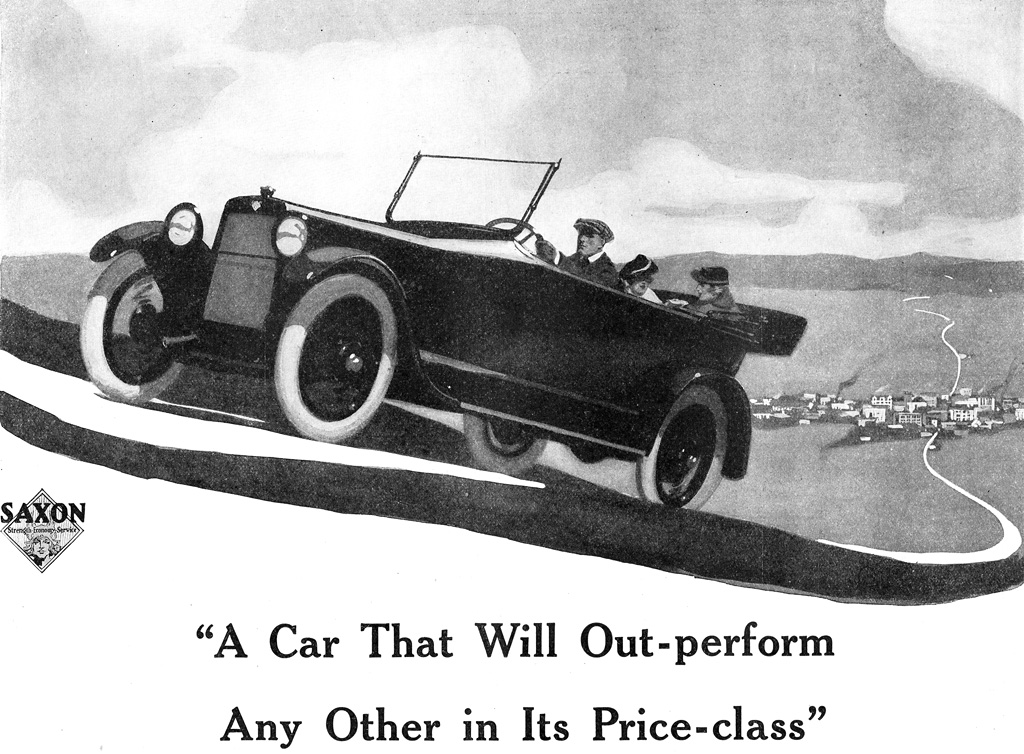
Anuncio de Saxon (1916)

Originalmente, en 1913, Saxon ofrecía un convertible pequeño de dos asientos, que presentaba un eje trasero con una transmisión de 2 o 3 velocidades, con un precio de 395 dólares. El Saxon tenía luces eléctricas como una opción adicional. En 1915, la iluminación eléctrica pasó a ser estándar.
En 1915 también estaba disponible el Saxon Six, un turismo para cinco pasajeros, con un motor de seis cilindros de 30-35 hp (22-26 kW), arranque eléctrico e iluminación eléctrica. Su batalla era de 112 pulgadas (2845 mm) y montaba ruedas de 32×3½ pulgadas (81×8,9 cm), con un precio total de 785 dólares.
En su año de máxima producción en 1916, se fabricaron 27.800 vehículos de la marca. Después de 1921, los modelos posteriores se conocieron como Saxon-Duplex. Los últimos coches de la firma se vendieron en 1923.

## En la cultura popular
- En la película de Hollywood de 1937 "Easy Living", se le pide al personaje interpretado por la actriz Jean Arthur, una pobre mujer erróneamente considerada rica, que compre un automóvil de la V16 Company of America, a lo que responde que "por supuesto que nunca he conducido uno; nosotros teníamos un Saxon ... Sí, supongo que son diferentes". Película "Easy Living"